# 16 marzo (singolo)
16 marzo è un singolo del cantautore e rapper italiano Achille Lauro, pubblicato il 3 aprile 2020 come secondo estratto dalla riedizione del quinto album 1969 – Achille Idol Rebirth.
Il brano ha visto la partecipazione del DJ italiano Gow Tribe.

## Video musicale
Il videoclip, che conta la presenza dell'attrice Benedetta Porcaroli, è stato reso disponibile il 16 aprile 2020 tramite il canale YouTube del rapper.

## Tracce
Testi di Achille Lauro e Davide Petrella.
1. 16 marzo (feat. Gow Tribe) – 3:53

## Formazione
Musicisti
- Achille Lauro – voce
- Marco Lancs – batteria
- Gregorio Calculli – chitarra
- Gow Tribe - programmazione
- Frenetik & Orang3 - programmazione

Produzione
- Achille Lauro – produzione
- Gow Tribe – produzione
- Frenetik & Orang3 – produzione
- Riccardo Kosmos – produzione aggiuntiva
- Marco Lancs – produzione aggiuntiva
- Pino Pinaxa Pischetola – assistenza al missaggio

## Successo commerciale
In Italia il brano è stato il 52º più trasmesso dalle radio nel 2020.

## Classifiche

### Classifiche settimanali
| Classifica (2020) | Posizione massima |
| ----------------- | ----------------- |
| Italia            | 9                 |

### Classifiche di fine anno
| Classifica (2020) | Posizione |
| ----------------- | --------- |
| Italia            | 78        |